# Minilimosina vitripennis
Minilimosina vitripennis är en tvåvingeart som först beskrevs av Zetterstedt 1847.  Minilimosina vitripennis ingår i släktet Minilimosina och familjen hoppflugor. Arten är reproducerande i Sverige. Inga underarter finns listade i Catalogue of Life.